# زواج المثليين في آيسلندا
أصبح زواج المثليين قانونيا في آيسلندا منذ 27 يونيو عام 2010، بعد اعتماد البرلمان الآيسلندي قانون الزواج الجديد محايد الجنس بتاريخ 11 يونيو عام 2010. ولم يصوت أي عضو من أعضاء البرلمان ضد القانون، وأظهرت استطلاعات الرأي العام عن شعبية كبيرة حظي بها القانون في البلاد. وبذلك أصبحت آيسلندا الدولة التاسعة في العالم والسابعة في أوروبا التي قامت بتشريع زواج المثليين.
أصبحت آيسلندا وجهة شعبية معروفة للأزواج المثليين وفقاً لما أوردته قائمة «أفضل عشر وجهات لعقد زواج المثليين» الصادرة عن موقع «لونلي بلانيت».

## الشراكات المسجلة
تم تقنين الشراكات المسجلة للشركاء المثليين في آيسلندا عام 1996. وتم التصويت عليها فيالبرلمان الآيسلندي بمجموع 44 صوتا مع مقابل صوت واحد ضد (44-1) بتاريخ 4 يونيو من نفس العام، ودخل القانون حيز التنفيذ يوم 27 يونيو عام 1996. وبطَل مفعول القانون بعد صدور قانون الزواج محايد الجنس.
كفل التشريع مجموعة من الحمايات والمنافع والمسؤوليات القانونية مماثلة لتلك الموجودة في الزواج، وكان متاحاً فقط للشركاء المثليين. وأيدت جميع أحزاب البرلمان الآيسلندي الأربعة إقرار القانون.
وافق البرلمان الآيسلندي على عدة تعديلات لقانون الشراكة المسجلة في تصويت 49 مع مقابل صوت واحد ضد (49-1) وقع بتاريخ 8 مايو 2000. وسمحت التعديلات للأجانب من غير الآيسلنديين بالدخول في شراكة مسجلة في حال كانوا يقطنون في البلاد لمدة لا تقل عن سنتين. وسمح تعديل آخر بتبني أحد الشريكين للطفل البيولوجي للشريك الآخر في علاقة شراكة مسجلة قانونيا، إلّا في حال جرى تبني هذا الطفل من بلد أجنبي. وأصبحت آيسلندا ثاني بلد في العالم بعد الدنمارك يقوم بمنح بعض حقوق تبني الأطفال للشركاء المثليين في شراكات مسجلة قانونيا.
قام البرلمان الآيسلندي بالتصويت على تشريع يوم 2 يونيو 2006، ويضمن للشريكات المثليات من الإناث نفس الحقوق المتوفرة للأزواج المغايرين في التبني والأبوة/الأمومة والتلقيح الصناعي. ولم يصوّت أي عضو من أعضاء البرلمان ضد مقترح القانون، ودخل الأخير حيز التنفيذ بتاريخ 27 يونيو عام 2006.
سمح تعديل آخر دخل حيز تنفيذه بتاريخ 27 يونيو 2008 لكنيسة آيسلندا وغيرها من المجموعات الدينية أن تبارك الشراكات المسجلة المثلية.
من بين أشهر الأشخاص الآيسلنديين الذين دخلوا في شراكات مسجلة رئيسة الوزراء حينها يوهانا سيغورذاردوتير وشريكتها يونينا ليوسدوتير. وقد أصبحت الشراكات المسجلة زواجاً معترف به قانونياً بتاريخ 27 يونيو 2010.

### الإحصائيات
ظل معدل الشراكات المسجلة ثابتًا نسبيًا على مر السنين. في عام 2003، وفقًا لإحصائيات آيسلندا، دخل 12 من الشركاء المثليين في مثل هذه الشراكات. كان هذا العدد 17 عام 2004 و 13 عام 2005 و 13 عام 2006 و 19 عام 2007 و 18 عام 2008.

## زواج المثليين
أعلت الحكومة الآيسلندية المنتخبة في شهر أبريل 2009 عن نيتها تقديم مقترح قانون في المستقبل يجعل الزواج قانويناً بغض النظر عن جنس طرفي الزواج (أي عبر تحييد الجنس). وقد ذكر تقرير «منصة الائتلاف الحكومي للتحالف الديمقراطي الاجتماعي وحركة اليسار الخضراء» الصادر بتاريخ 19 مايو عام 2009: «سيجري اعتماد قانون زواج واحد». ورغم عدم ذكر التقرير للزواج محايد الجنس صراحةً؛ إلّا أن التقرير لمح ضمنياً بذلك. وأبدى الحزب التقدمي وهو حزب المعارضة تأيده لسن تشريع زواج محايد للجنس.
أكدت وزيرة العدل وحقوق الإنسان راغنا آرنادوتير يوم 18 نوفمبر 2009 أن الحكومة الآيسلندية تعمل على «قانون زواج واحد»، وسيشمل على زواج المغايريين والمثليين على حدٍ سواء. قامت الحكومة يوم 23 مارس عام 2010 بتقديم مشروع قانون يلغي قانون الشراكات المسجلة ويسمح للشركاء بالزواج بغض النظر عن جنسهم. سيعدل مشروع القانون «قانون الزواج» (باللغة الآيسلندية: Hjúskaparlög). وافق البرلمان الآيسلندي على مشروع القانون بتاريخ 11 يونيو 2010، فصوت 49 عضو لصالح القانون ولم يصوت أي عضو ضده بينما امتنع 7 عن التصويت وغاب 7 أعضاء عن الجلسة. ودخل القانون حيز التنفيذ يوم 27 يونيو 2010.
| الحزب                          | صوت لصالح | غائب |
| ------------------------------ | --------- | ---- |
| G التحالف الديمقراطي الاجتماعي | 17        | 3    |
| حزب الاستقلال                  | 12        | 4    |
| G حركة اليسار-الأخضر           | 11        | 3    |
| الحزب التقدمي                  | 5         | 4    |
| الحركة                         | 3         | -    |
| مستقل                          | 1         | -    |
| العدد الإجمالي                 | 49        | 14   |

صوتت كنيسة آيسلندا في أكتوبر 2015 لصالح السماح للمثليين بالزواج في كنائسها.

## الرأي العام
وجد استطلاع رأي أجرته مؤسسة غالوب يعود لشهر فبراير من عام 2000 أن نسبة 53% من الشعب الآيسلندي تدعم حق المثليين والمثليات بتبني الأطفال، بينما عبّر 12% منهم عن حيادها وعارض 35% منهم حق تبني المثليين للأطفال.
أظهر استطلاع لغالوب يعود لشهر يونيو عام 2004 أن نسبة 87% من الشعب الآيسلندي تدعم زواج المثليين. وأفاد استطلاع رأي أجرته صحيفة «فريتابلاذيذ»
(بالآيسلندية: Fréttablaðið)‏ الآيسلندية في نوفمبر 2005 عن دعم نسبة 82.3% من الشعب الآيسلندي الحق القانوني للجوء إلى تقنيات التلقيح الصناعي للشريكات المثليات.
وفقًا لاستطلاع أجرته مؤسسة غالوب عام 2006، أيد 89% من الآيسلنديين زواج المثليين، معارضة 11%. على وجه التحديد، أيد 66% الزيجات المثلية المدنية والدينية، وأيد 19% الزيجات المدنية فقط و 3% الزيجات الدينية فقط. كان الدعم أكثر وضوحا بين المستطلعين الأصغر سنا: 92% من الذين تتراوح أعمارهم بين 18-24 سنة كانوا يؤيدون زواج المثليين، مقارنة مع 95% في الفئة العمرية 25-34، 93% في الفئة العمرية 35-44، 89% في الفئة العمرية 45-54، و 81% من بين من تزيد أعمارهم عن 55.